# قائمة دول إفريقيا حسب مؤشر التنمية البشرية
مؤشر التنمية البشرية المعروفة اختصاراً ب HDI هو مقياس مقارن لمتوسط العمر المتوقع، ومحو الأمية والتعليم ومستويات المعيشة بالنسبة للبلدان في جميع أنحاء العالم. بل هو وسيلة لقياس مستوى الرفاه، والرعاية الاجتماعية وخاصة الأطفال.
يستخدم المؤشر للتمييز بين ما إذا كان البلد بلد متقدم، أو نامي أو من البلدان الأقل نموًا، وكذلك لقياس أثر السياسات الاقتصادية على نوعية الحياة. وقد طُوِّر هذا المؤشر في عام 1990 من قبل الخبير الاقتصادي الباكستاني محبوب الحق والاقتصادي الهندي أمارتيا سن.

هذه قائمة الدول حسب صندوق التنمية الإنساني مُرتبة ترتيبًا تصاعديًا.

## لائحة الدول الأفريقية 2018
| ≥ 0.900 0.850–0.899 0.800–0.849 0.750–0.799 0.700–0.749 | 0.650–0.699 0.600–0.649 0.550–0.599 0.500–0.549 0.450–0.499 | 0.400–0.449 ≤ 0.399 غير متوفر |

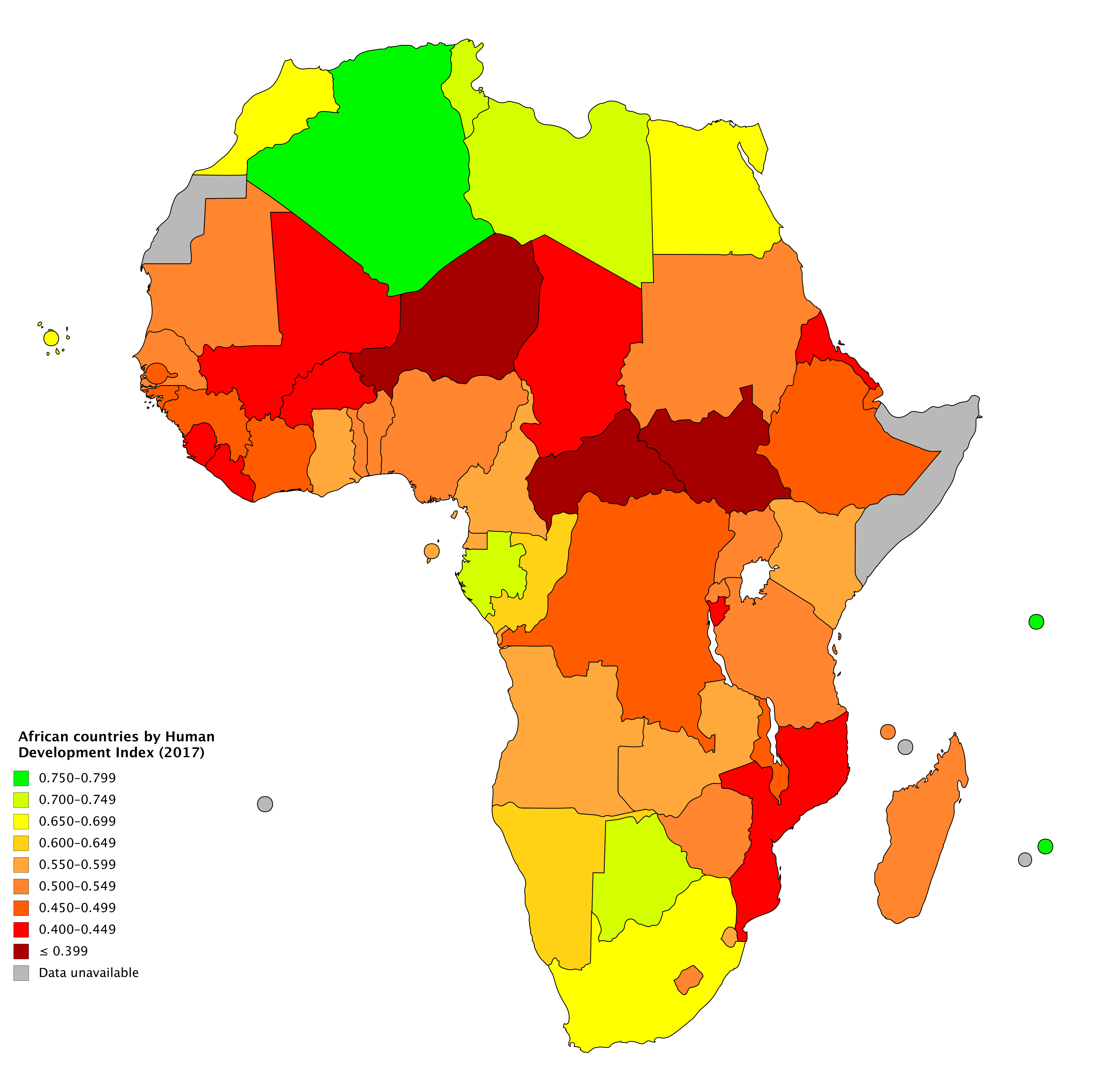
مؤشر التنمية البشرية في الدول الأفريقية لعام (2017)

اللائحة أسفله تُبيّن آخر المعطيات بالنسبة للتنمية البشرية لدول أفريقيا حسب مقرر التنمية البشرية لبرنامج الأمم المتحدة الإنمائي, بتاريخ 14 شتنبر 2018.
| لائحة الدول الأفريقية لبرنامج التنمية البشرية HDI لسنة 2018 | لائحة الدول الأفريقية لبرنامج التنمية البشرية HDI لسنة 2018 | لائحة الدول الأفريقية لبرنامج التنمية البشرية HDI لسنة 2018 | لائحة الدول الأفريقية لبرنامج التنمية البشرية HDI لسنة 2018 | لائحة الدول الأفريقية لبرنامج التنمية البشرية HDI لسنة 2018 |                 |
| الترتيب الأفريقي                                            | الترتيب العالمي                                             | الدولة                                                      | قيمة HDI 2018                                               | تغيير القيمة مقارنة بسنوات 2016/2017                        |                 |
| مؤشر تنمية عالي                                             | مؤشر تنمية عالي                                             | مؤشر تنمية عالي                                             | مؤشر تنمية عالي                                             | مؤشر تنمية عالي                                             | مؤشر تنمية عالي |
| ----------------------------------------------------------- | ----------------------------------------------------------- | ----------------------------------------------------------- | ----------------------------------------------------------- | ----------------------------------------------------------- | --------------- |
| 1                                                           | 62                                                          | سيشل                                                        | 0.797                                                       | ▲ 0.004                                                     |                 |
| 2                                                           | 65                                                          | موريشيوس                                                    | 0.790                                                       | ▲ 0.002                                                     |                 |
| 3                                                           | 85                                                          | الجزائر                                                     | 0.754                                                       | ▲ 0.002                                                     |                 |
|                                                             | 95                                                          | تونس                                                        | 0.735                                                       | ▲ 0.003                                                     |                 |
| 5                                                           | 101                                                         | بوتسوانا                                                    | 0.717                                                       | ▲ 0.005                                                     |                 |
| 6                                                           | 108                                                         | ليبيا                                                       | 0.706                                                       | ▲ 0.013                                                     |                 |
| 7                                                           | 110                                                         | الغابون                                                     | 0.702                                                       | ▲ 0.004                                                     |                 |
| تنمية بشرية متوسطة                                          |                                                             |                                                             |                                                             |                                                             |                 |
| 8                                                           | 113                                                         | جنوب أفريقيا                                                | 0.699                                                       | ▲ 0.003                                                     |                 |
| 9                                                           | 115                                                         | مصر                                                         | 0.696                                                       | ▲ 0.002                                                     |                 |
| 10                                                          | 123                                                         | المغرب                                                      | 0.667                                                       | ▲ 0.005                                                     |                 |
| 11                                                          | 125                                                         | الرأس الأخضر                                                | 0.654                                                       | ▲ 0.002                                                     |                 |
| 12                                                          | 129                                                         | ناميبيا                                                     | 0.647                                                       | ▲ 0.002                                                     |                 |
| 13                                                          | 137                                                         | الكونغو                                                     | 0.606                                                       | ▼ 0.006                                                     |                 |
| 14                                                          | 140                                                         | غانا                                                        | 0.592                                                       | ▲ 0.004                                                     |                 |
| 15                                                          | 141                                                         | غينيا الإستوائية                                            | 0.591                                                       | ▼ 0.001                                                     |                 |
| 16                                                          | 142                                                         | كينيا                                                       | 0.590                                                       | ▲ 0.005                                                     |                 |
| 17                                                          | 143                                                         | ساو تومي وبرينسيب                                           | 0.589                                                       | ▲ 0.005                                                     |                 |
| 18                                                          | 144                                                         | إسواتيني (سوازيلاند)                                        | 0.588                                                       | ▲ 0.002                                                     |                 |
| 18                                                          | 144                                                         | زامبيا                                                      | 0.588                                                       | ▲ 0.002                                                     |                 |
| 20                                                          | 147                                                         | أنغولا                                                      | 0.581                                                       | ▲ 0.004                                                     |                 |
| 21                                                          | 151                                                         | الكاميرون                                                   | 0.556                                                       | ▲ 0.003                                                     |                 |
| تنمية بشرية منخفظة                                          |                                                             |                                                             |                                                             |                                                             |                 |
| 22                                                          | 154                                                         | تنزانيا                                                     | 0.538                                                       | ▲ 0.005                                                     |                 |
| 23                                                          | 156                                                         | زيمبابوي                                                    | 0.535                                                       | ▲ 0.003                                                     |                 |
| 24                                                          | 157                                                         | نيجيريا                                                     | 0.532                                                       | ▲ 0.002                                                     |                 |
| 25                                                          | 158                                                         | رواندا                                                      | 0.524                                                       | ▲ 0.004                                                     |                 |
| 26                                                          | 159                                                         | ليسوتو                                                      | 0.520                                                       | ▲ 0.004                                                     |                 |
| 26                                                          | 159                                                         | موريتانيا                                                   | 0.520                                                       | ▲ 0.004                                                     |                 |
| 28                                                          | 161                                                         | مدغشقر                                                      | 0.519                                                       | ▲ 0.002                                                     |                 |
| 29                                                          | 162                                                         | أوغندا                                                      | 0.516                                                       | ▲ 0.006                                                     |                 |
| 30                                                          | 163                                                         | بنين                                                        | 0.515                                                       | ▲ 0.003                                                     |                 |
| 31                                                          | 164                                                         | السنغال                                                     | 0.505                                                       | ▲ 0.006                                                     |                 |
| 32                                                          | 165                                                         | جزر القمر                                                   | 0.503                                                       | ▲ 0.001                                                     |                 |
| 32                                                          | 165                                                         | توغو                                                        | 0.503                                                       | ▲ 0.003                                                     |                 |
| 34                                                          | 167                                                         | السودان                                                     | 0.502                                                       | ▲ 0.003                                                     |                 |
| 35                                                          | 170                                                         | ساحل العاج                                                  | 0.492                                                       | ▲ 0.006                                                     |                 |
| 36                                                          | 171                                                         | ملاوي                                                       | 0.477                                                       | ▲ 0.003                                                     |                 |
| 37                                                          | 172                                                         | جيبوتي                                                      | 0.476                                                       | ▲ 0.002                                                     |                 |
| 38                                                          | 173                                                         | إثيوبيا                                                     | 0.463                                                       | ▲ 0.006                                                     |                 |
| 39                                                          | 174                                                         | غامبيا                                                      | 0.460                                                       | ▲ 0.003                                                     |                 |
| 40                                                          | 175                                                         | غينيا                                                       | 0.459                                                       | ▲ 0.010                                                     |                 |
| 41                                                          | 176                                                         | الكونغو الديمقراطية                                         | 0.457                                                       | ▲ 0.005                                                     |                 |
| 42                                                          | 177                                                         | غينيا بيساو                                                 | 0.455                                                       | ▲ 0.002                                                     |                 |
| 43                                                          | 179                                                         | إريتريا                                                     | 0.440                                                       | ▲ 0.004                                                     |                 |
| 44                                                          | 180                                                         | موزمبيق                                                     | 0.437                                                       | ▲ 0.002                                                     |                 |
| 45                                                          | 181                                                         | ليبيريا                                                     | 0.435                                                       | ▲ 0.003                                                     |                 |
| 46                                                          | 182                                                         | مالي                                                        | 0.427                                                       | ▲ 0.006                                                     |                 |
| 47                                                          | 183                                                         | بوركينا فاسو                                                | 0.423                                                       | ▲ 0.003                                                     |                 |
| 48                                                          | 184                                                         | سيراليون                                                    | 0.419                                                       | ▲ 0.006                                                     |                 |
| 49                                                          | 185                                                         | بوروندي                                                     | 0.417                                                       | ▼ 0.001                                                     |                 |
| 50                                                          | 186                                                         | تشاد                                                        | 0.404                                                       | ▼ 0.001                                                     |                 |
| 52                                                          | 187                                                         | جنوب السودان                                                | 0.388                                                       | ▼ 0.006                                                     |                 |
| 52                                                          | 188                                                         | جمهورية أفريقيا الوسطى                                      | 0.367                                                       | ▲ 0.005                                                     |                 |
| 53                                                          | 189                                                         | النيجر                                                      | 0.354                                                       | ▲ 0.003                                                     |                 |